# Mourning Widows
I Mourning Widows sono un gruppo musicale formato da Nuno Bettencourt nel 1997.

## Storia
Nuno Bettencourt, componente dei disciolti Extreme, fondò i Mourning Widows nel 1997, dopo la pubblicazione di un album solista.
Il debutto discografico del gruppo avvenne l'anno successivo, con l'omonimo Mourning Widows. Nel 2000 il gruppo pubblicò un secondo album intitolato Furnished Souls for Rent.

## Formazione
- Nuno Bettencourt
- Donovan Bettencourt
- Jeff Consi
- Billy Vegas

## Discografia
- 1998 - Mourning Widows
- 2000 - Furnished Souls for Rent